# Carlos Rodríguez Gálvez
 Redes de carlos: @carloscaraparodriguez 
Carlos Rodríguez Gálvez (Durazno, 29 de noviembre de 1971), más popularmente conocido como Carapa, es un militante político y legislador uruguayo, pertenece al Movimiento de Participación Popular (MPP), Frente Amplio. Se desempeñó como diputado por el departamento de Florida durante la legislatura comprendida entre el 2 de abril de 2013 y el 14 de febrero de 2015. Fue reelecto en las elecciones de octubre de 2014 para desempeñar el mismo cargo hasta el año 2020. A nivel legislativo, integra la comisión de defensa de la Cámara de diputados.

## Biografía
Si bien nace en Durazno, a los dos meses de vida su familia decide radicarse en la ciudad de Florida. Su madre se dedicó al magisterio, mientras que su padre era almacenero. Rodríguez Gálvez comenzó su educación en la escuela Artigas y cursó la enseñanza secundaria en el Liceo IMO de la ciudad de Florida. También estudió electricidad en la UTU.
Militó gremialmente a nivel estudiantil desde muy joven y el “Voto Verde” en 1989 fue la oportunidad para acercarse a la militancia política, en primera instancia en el Movimiento de Liberación Nacional – Tupamaros, para luego sumarse al entonces naciente MPP.
En los primeros años de la década del 90 se trasladó a Montevideo, donde -aparte de trabajar como electricista- cursó estudios en el IPA y en la Facultad de Ciencias Sociales. A partir del año 1995 ejerció la docencia de Física en liceos de Florida, 25 de agosto, Sarandí Grande, Isla Mala, Fray Marcos y Mendoza. Fue edil de la Junta Departamental de Florida durante los períodos 2000 - 2005 y 2005 - 2010, donde integró las comisiones de Legislación, Hacienda, Vivienda y Derechos Humanos. Además fue vicepresidente del organismo durante el período 2008-2009.
En abril de 2013 asumió como representante nacional por el departamento de Florida, cargo por el que fue reelecto en las elecciones nacionales de octubre de 2014.
Integra la Dirección Nacional del MPP, su Comité Ejecutivo Nacional y la Dirección Departamental de Florida de la organización política. Actualmente vive en la ciudad de Florida, en el barrio Candil, junto a su compañera Yohana y a sus hijos Camilo y Catalina.